# مینی‌تل
مینی‌تل (به انگلیسی: Minitel)، با نام رسمی تله‌تل (به انگلیسی: TELETEL)، نوعی سرویس آنلاین و تعاملی ویدئوتکس است که از طریق خط تلفن در دسترس بود.
مینی‌تل اولین و موفق‌ترین سرویس ارائه‌دهنده خدمات آنلاین پیش از شبکه جهانی وب بود که با استقبال بالایی روبه‌رو شد. این سرویس توسط شرکت اورانژ اس.ای. توسعه داده شد که از توابع شرکت دولتی فرانس تلکوم هست.
مینی‌تل از ابتدا به کاربران این امکان را می‌داد که آنلاین خرید کنند، به راهنمای تلفن، سرویس‌های تجاری و خدمات اطلاعاتی دسترسی پیدا کنند، صندوق پستی الکتریکی داشته باشند و مشابه وبسایت‌های کنونی، از خدمات اینترنتی بهره ببرند.
سرویس مینی‌تل در ۱۵ ژوئیه ۱۹۸۰ به صورت آزمایشی در سن-مالو راه‌اندازی شد و در پاییز ۱۹۸۰ در دیگر مناطق فرانسه گسترش پیدا کرد. این سرویس در سال ۱۹۸۲ توسط اداره پست، تلگراف و تلفن در طول فرانسه تبلیغ شد (این اداره در سال ۱۹۹۱ به دو شرکت لا پست و فرانس تلکوم تقسیم شد).
طبق گزارش فرانس تلکوم در فوریه ۲۰۰۹، سرویس مینی‌تل ماهانه ده میلیون کاربر داشت. فرانس تلکوم در ۳۰ ژوئن ۲۰۱۲، این سرویس را متوقف کرد.